# Osterpostkarte

Osterkarte aus dem Jahr 1901

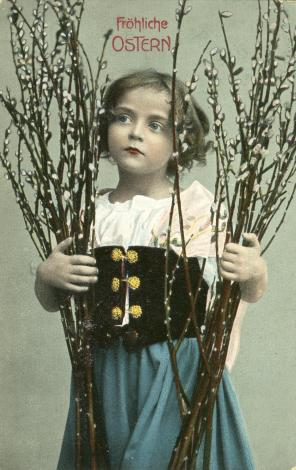
Osterkarte aus dem Jahr 1902

Osterpostkarten (Osterkarten) sind Postkarten mit Ostermotiven.
Der Brauch Osterpostkarten an Verwandte, Freunde und Bekannte zu versenden, scheint um 1900 üblich geworden zu sein. Während im Jahre 1898 nur vereinzelt Osterpostkarten versandt worden waren, nahm die Zahl in den darauffolgenden Jahren weltweit stark zu. Die Postordnung ließ auf der Rückseite neben der Briefmarke zunächst nur die Adresse zu, was zu einer Beschriftung und damit einer ’Verunzierung‘ der Bildseite führte. Die Post in Deutschland und Österreich ließ darum ab 1905 eine Aufteilung der Rückseite auf das Adressfeld und eine Freifläche für persönliche Mitteilungen zu. 1906 wurde diese Aufteilung beim Weltpostkongress in Rom international beschlossen.
Ostern wird auf den Postkarten in der Regel als Aufbruch der Natur aus dem ‚Winterschlaf‘ gefeiert. Als Motiv dienen Kinder, Lämmer, Küken und Eier, Frühlingslandschaft und Frühlingsblumen, besonders auch Palmkätzchen. Der Osterhase als personifiziertes Fruchtbarkeitssymbol wurde gerne im Zusammenhang mit Eiern dargestellt. Junge Mädchen und Kinder galten als Träger des Glücks und der Hoffnung. Während der Zeit des Ersten Weltkrieges wurden die Kinder von uniformierten Soldaten als Symbol abgelöst, auch ein militärisches Auftreten des Osterhasens war üblich. Auf den religiösen Osterpostkarten finden sich an Motiven: die Auferstehung Jesu Christi aus dem Grab, Christus als Hirte und das Lamm Gottes (Agnus Dei).
Die Karten wurden im chromolithographischen Verfahren oder im Rasterdruck hergestellt bzw. waren Fototypien. Zur Veredelung dienten vor allem Prägungen, zuweilen in Gold- und Silberfarbe. Die ‘echten‘ Fotografien, also Fotoabzüge, wurden teilweise (schablonen-)koloriert. Die Fotopostkarten arbeiteten mit gestellten Szenen, meist vor gemaltem Hintergrund, und Montagen. Deutsche Verlage und Kunstdruckereien bzw. Artistische Anstalten waren vor dem Ersten Weltkrieg bei der Herstellung von Osterpostkarten führend.
Als Blütezeit der aufwendig gestalteten Motivkarten gelten die Jahre zwischen 1898 und 1918. Eine starke Reduzierung des Osterkartenversendens erfolgte durch die Wirren des Zweiten Weltkrieges. Während danach die Anzahl der Karten langsam stieg, nimmt sie in den letzten zehn Jahren infolge der Konkurrenz durch Telefonie und E-Mail stark ab.